# John Robert Roach

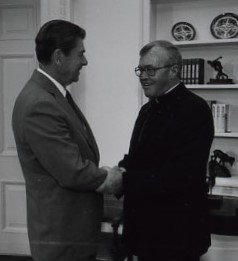
Erzbischof Roach (re.) bei US-Präsident Ronald Reagan (1982)

John Robert Roach (* 31. Juli 1921 in Prior Lake; † 11. Juli 2003) war ein römisch-katholischer Geistlicher und Erzbischof von Saint Paul and Minneapolis.

## Leben
John Robert Roach empfing am 18. Juni 1946 die Priesterweihe. 
Papst Paul VI. ernannte ihn am 12. Juli 1971 zum Weihbischof in Saint Paul and Minneapolis und Titularbischof von Cenae. Der Apostolische Delegat in den Vereinigten Staaten von Amerika, Luigi Raimondi, spendete ihm am 8. September desselben Jahres die Bischofsweihe; Mitkonsekratoren waren Leo Christopher Byrne, Koadjutorerzbischof von Saint Paul and Minneapolis, und Leo Binz, Erzbischof von Saint Paul and Minneapolis.
Am 21. Mai 1975 wurde er zum Erzbischof von Saint Paul and Minneapolis ernannt. Am 8. September 1995 nahm Papst Johannes Paul II. seinen altersbedingten Rücktritt an.